# Browns, Illinois
Browns je vas v Okrožju Edwards v ameriški zvezni državi Illinois.
Po popisu prebivalstva iz leta 2000 v naselju živi 175 ljudi na 0,8 km².